# برپی

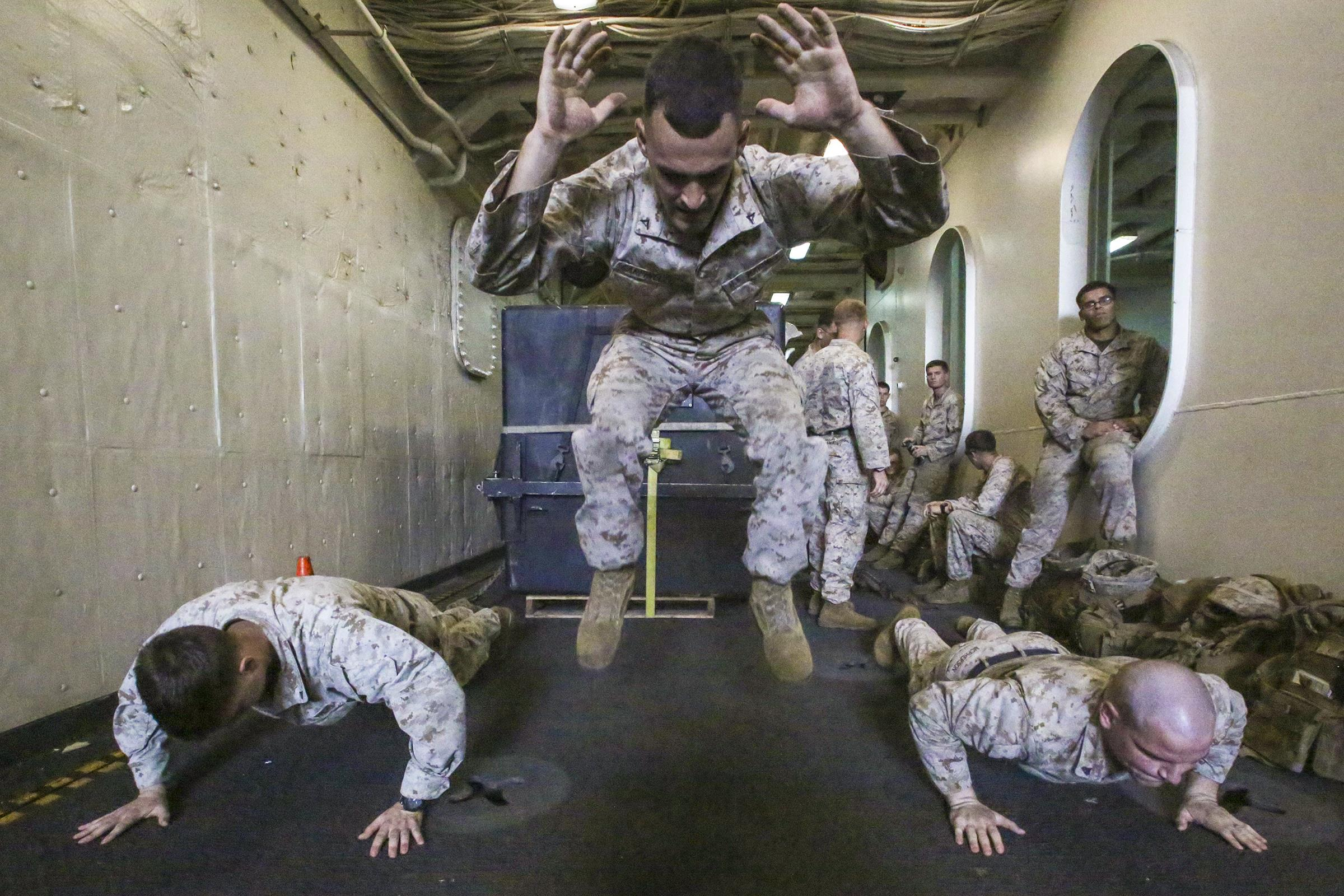
تفنگداران دریایی ارتش آمریکا در حال اجرای حرکت برپی

نوعی از برپی همراه با پرش و شنای سوئدی

برپی (انگلیسی: Burpee) حرکت ورزشی قدرتی برای کل بدن است. این حرکت ورزشی به تنهایی تمرین بی‌هوازی است اما چنانچه پشت سر هم و بصورت مداوم انجام شود به عنوان نرمش هوازی مورد استفاده قرار می‌گیرد.
نام این حرکت ورزشی از فیزیولوژیست آمریکایی رویال هادلستون برپی گرفته شده که مخترع آن بوده‌است. برپی چهار مرحله‌ای عبارت است از:
1. در حالت ایستاده قرار گرفته و در وضعیت اسکوات قرار گیرید در حالی که کف دستها روی زمین هستند.
2. پاها را به عقب پرتاب کنید در حالی که دست‌ها با فاصله از هم هستند و در وضعیت پلانک قرار بگیرید.
3. بلافاصله پاها را به وضعیت اسکوات برگردانید.
4. دوباره بایستید.

انواع مختلفی از حرکت برپی وجود دارد. که اغلب شامل شنای سوئدی و یک پرش می‌شوند.

## تاریخچه
برپی همزمان با ورود ایالات متحده به جنگ جهانی دوم محبوب شد. در آن زمان ارتش آمریکا از این حرکت برای ارزیابی سطح تناسب اندام در جذب نیروهای جدید استفاده می‌کرد. ارتش آمریکا از این حرکت برای ارزیابی تعداد دفعات تکرار توسط یک سرباز در زمان ۲۰ ثانیه استفاده کرد. هشت تکرار ضعیف، ده تکرار متوسط، ۱۳ یا بیشتر عالی دانسته می‌شد. ارتش باور داشت که یک سرباز آماده برای شرایط جنگی باید بتواند ۴۰ تا ۵۰ برپی را بدون توقف و با ریتم راحت اجرا کند.